# Chokyi Dronma
Chokyi Dronma (en Wylie: Chos-kyi sgron-me) (1422-1455), princesa de Gungthang, va ser la primera Samding Dorje Phagmo (bSam-lding rDo-rje phag-mo) i inaugurà el llinatge de dones tulkus, de reencarnacions de lames.
Princesa del regne independent de Gungthang localitzat al sud-oest del Tibet, es va casar amb un membre de la família reial del principat meridional de Lato (La stod lho) però, després de la mort de la seva única filla, va renunciar a la seva família i a l'estatus reial per ser monja budista, als voltants de l'any 1442. Fou la principal figura de la tradició bodongpa del Budisme tibetà. Va morir al monestir de Manmogang a Tsari, al sud-est de Dakpo, prop de la frontera amb l'Índia, el 1455.